# کریستن هگر
کریستن هگر (انگلیسی: Kristen Hager؛ زادهٔ ۲ ژانویهٔ ۱۹۸۴) یک هنرپیشه اهل کانادا است. 
او در فیلم بیگانه علیه غارتگر ۲ بازی کرده است.